# Microrégion de Campina Grande
La microrégion de Campina Grande est l'une des huit microrégions qui subdivisent l'Agreste de l'État de la Paraíba au Brésil.
Elle comporte 8 municipalités qui regroupaient 492 019 habitants en 2006 pour une superficie totale de 2 113 km2.

## Municipalités[1]
- Boa Vista
- Campina Grande
- Fagundes
- Lagoa Seca
- Massaranduba
- Puxinanã
- Queimadas
- Serra Redonda